# Helichrysum splendidum
Helichrysum splendidum là một loài thực vật có hoa trong họ Cúc. Loài này được (Thunb.) Less. mô tả khoa học đầu tiên năm 1832.